# Erdbeben in Mexiko 1787
Das Erdbeben in Mexiko von 1787, auch bekannt als San-Sixto-Erdbeben, ereignete sich am 28. März 1787 um 11:30 Uhr Ortszeit (17:30 UTC). Es verursachte einen großen Tsunami, der die Küste der Staaten von Guerrero und Oaxaca im südwestlichen Mexiko überschwemmte. Mit einer geschätzten Magnitude von 8,6 MW bzw. 8,3 MS war es stärker als jedes bisher mit Seismographen in Mexiko aufgezeichnete Erdbeben.

## Tektonischer Überblick
Südwest-Mexiko liegt an einer Subduktionszone, wo sich die Cocosplatte mit einer Geschwindigkeit von 6,4 cm/Jahr unter die nordamerikanische Platte schiebt. Die Neigung der subduzierenden Platte beträgt etwa 15°, wie es durch Herdflächenlösung und Erdbeben-Hypozentren definiert ist. Seismizität in diesem Bereich ist durch regelmäßige Megathrust-Erdbeben entlang der konvergierenden Plattengrenzen gekennzeichnet.

## Erdbeben
Es wurde berichtet, dass das Erdbeben 6–7 Minuten andauerte. Es wurde über ein weites Gebiet von Valladolid bis Tehuantepec entlang der Küste und im Landesinneren bis Tulancingo gespürt. Die Magnitude dieses Erdbebens wurde aus zeitgenössischen Berichten über die Intensität geschätzt. Wenn man davon ausgeht, dass – wie üblich bei Erdbeben in Mexiko – die Bruchzone ident ist mit den Regionen, in denen Intensitäten von VIII oder höher (entsprechend der modifizierten Mercalliskala) berichtet wurden, lässt sich die Länge der Bruchzone auf 450 Kilometer schätzen. Das ist mindestens drei Mal so lang wie bei sonst in dieser Region beobachteten Erdbeben und lässt auf ein Erdbeben der Magnitude 8,6 MW schließen. Seit es seismographische Aufzeichnungen gibt, wurde noch kein so starkes Erdbeben in Mexiko registriert.
Es folgten drei starke Nachbeben am 29. März, 30. März und 3. April, deren Magnituden basieren auf den gemeldeten Intensitäten in Oaxaca de Juárez jeweils auf 7 oder mehr geschätzt werden.

## Tsunami
Der Tsunami, der durch das Erdbeben ausgelöst wurde, betraf die mexikanische Pazifikküste über mehr als 500 km an den Ufern der Bundesstaaten Oaxaca, Guerrero und Chiapas. Die maximale Wellenhöhe wurde auf 18,5 m geschätzt, basierend auf Aufzeichnungen über Überschwemmungen und Wellenhöhen.

## Schäden
Das Erdbeben verursachte Schäden an Gebäuden in Mexiko-Stadt und viele Gebäude in Oaxaca de Juárez wurden zerstört. Drei Kirchen in Teuchitlán wurden zerstört.